# Eucnide rupestris
Eucnide rupestris là một loài thực vật có hoa trong họ Loasaceae. Loài này được (Baill.) H.J.Thomps. & W.R.Ernst mô tả khoa học đầu tiên năm 1967.